# Uber Matos
Uber Matos Benitez (šp. Huber Matos Benítez; Jara, 26. novembar 1918 — Majami, 27. februar 2014) bio je kubanski vojskovođa, revolucionar, politički disident, aktivista i pisac.
Protivio se diktaturi Fulgensia Batiste i borio se zajedno sa Fidelom Kastrom, Raulom Kastrom, Če Gevarom, Kamilom Sjenfuegosom i ostalim članovima Pokreta 26. jul protiv Batistinog režima. Nakon uspeha Kubanske revolucije koja je dovela Fidela Kastra na vlast, kritikovao je promenu kursa novog režima u korist marksističke ideologije. Osuđen na izdaju i pobunu od strane revolucionarne vlade, proveo je 20 godina u zatvoru (1959–1979) Nakon izlaska iz zatvora, odlazi iz Kube u Majami i Kostariku, nastavljajući da protestuje zbog politike kubanske vlade.